# John Gesek
(en) Statistiques sur pro-football-reference
John Gesek (né le 18 février 1963 à San Francisco en Californie) est un joueur américain de football américain qui évoluait comme guard et centre dans la National Football League (NFL).
Il a passé son cursus universitaire avec les Hornets de Sacramento State et a joué neuf saisons dans la NFL, avec les Raiders de Los Angeles, les Cowboys de Dallas et les Redskins de Washington. Il a remporté deux titres du Super Bowl avec les Cowboys.